# Idioma ngunnawal
El idioma ngunnawal / ngunawal es una lengua aborigen australiana, el idioma tradicional del pueblo ngunnawal. Ngunnawal está muy estrechamente relacionado con el idioma gandangara y los dos probablemente eran muy inteligibles entre sí. Como tales, pueden considerarse dialectos de un solo idioma sin nombre, pero este es el uso lingüístico técnico de estos términos y la gente de Ngunnawal prefiere describir su variedad como un idioma por derecho propio, al igual que Gandangara.

## Clasificación
Gundungurra / Ngunawal generalmente se clasifica para caer dentro de la tentativa (y quizás geográfica) lenguas yuin-kuric de la familia de lenguas pama-ñunganas.

## Ubicación
En general, se piensa que el país tradicional de los Ngunnawal se extendía desde cerca de  Goulburn, al oeste hasta Boorowa, al sur a través de Canberra, quizás hasta Queanbeyan, y extendiéndose al oeste hasta alrededor de Río Goodradigbee.

## Fonemas
|             | Bilabial | Apico-alveolar | Lamino-dental | lamino-palatina | Dorso-velar |
| Oclusiva    | b        | d              | dh            | dj              | g           |
| Nasal       | m        | n              | nh            | nj              | ng          |
| Vibrante    |          | rr             |               |                 |             |
| Lateral     |          | l              |               | lj              |             |
| Aproximante | w        |                |               | y               |             |

Ngunawal vowels 
|         | Anterior | Central | Posterior |
| ------- | -------- | ------- | --------- |
| Cerrada | i, i:    |         | u, u:     |
| Abierta |          | a, a:   |           |

## Estado actual
La comunidad Ngunnawal se ha dedicado durante algunos años a trabajar para revivir el idioma con el objetivo de devolverlo al uso diario dentro de la comunidad. Han estado trabajando con lingüistas del  AIATSIS para ayudarlos con este trabajo y con la identificación de registros históricos que pueden usarse para este trabajo.